# Quibou
Quibou is een gemeente in het Franse departement Manche (regio Normandië) en telt 823 inwoners (2004). De plaats maakt deel uit van het arrondissement Saint-Lô.

## Geografie
De oppervlakte van Quibou bedraagt 17,2 km², de bevolkingsdichtheid is 47,8 inwoners per km².
De onderstaande kaart toont de ligging van Quibou met de belangrijkste infrastructuur en aangrenzende gemeenten.

## Demografie
Onderstaande figuur toont het verloop van het inwonertal (bron: INSEE-tellingen).

1. ↑  Populations de référence 2022.